# Subonao’er (sockenhuvudort i Kina, Inner Mongolia Autonomous Region, lat 42,13, long 101,07)
Subonao'er (kinesiska: 苏泊淖尔, 苏泊淖尔苏木) är en sockenhuvudort i Kina. Den ligger i den autonoma regionen Inre Mongoliet, i den norra delen av landet, omkring 890 kilometer väster om regionhuvudstaden Hohhot. Antalet invånare är 3 792. Befolkningen består av 1 050 kvinnor och 2 742 män. Barn under 15 år utgör 3,0 %, vuxna 15-64 år 93 %, och äldre över 65 år 3,0 %.
Trakten runt Subonao'er är nära nog obefolkad, med mindre än två invånare per kvadratkilometer. Det finns inga andra samhällen i närheten. Trakten runt Subonao'er är ofruktbar med lite eller ingen växtlighet.
Genomsnittlig årsnederbörd är 92 millimeter. Den regnigaste månaden är juni, med i genomsnitt 35 mm nederbörd, och den torraste är januari, med 1 mm nederbörd.